# Річієві
Річієві (Ricciaceae) — родина печіночників порядку маршанціальних (Marchantiales).

## Опис
Рослини з лінійною або клиноподібною сланню, часто у формі розетки до 3 см у діаметрі, з простими отворами замість продихів. Черевні луски безбарвні чи буро-зелені, фіолетові, темно-червоні. Антеридії, архегонії та спорогони у річчієвих занурені у тканину слані. У спорогона відсутні ніжка і стоп, не утворюються елатери. При дозріванні спор коробочка розривається.

## Класифікація
У родині близько 140 видів з двох родів :
- Річія (Riccia)
- Річієкарп (Ricciocarpos)